# フアン・アルサ
フアン・アルサ・イニゴ（Juan Arza Iñigo、1923年6月12日 - 2011年7月17日）は、スペイン・エステーリャ出身の元サッカー選手、元サッカー指導者。ポジションはFW。
キャリアの多くをセビージャFCで過ごし、同クラブでは、16シーズンのラ・リーガに加えて公式戦通算414試合に出場して207ゴールを挙げた (セビージャFCの公式戦最多得点記録)。1954-55シーズンにはリーグ戦29ゴールを記録してピチーチ賞を受賞している。また、現役を引退後は指導者に転向し、プリメーラのクラブを数回率いた。
2011年7月17日、88歳で死去した。

## タイトル

### クラブ
セビージャFC
- ラ・リーガ : 1回 (1945-46)
- コパ・デル・レイ : 1回 (1948)

### 個人
- ピチーチ賞 : 1回 (1954-55)